# 昌成洞 (鐘路区)
昌成洞（チャンソンどう、チャンソンドン）は、ソウル特別市鐘路区にある法定洞である。行政洞の清雲孝子洞の管轄。北には孝子洞、東には世宗路、南には通義洞、西には通仁洞と接している。

## 歴史
朝鮮初期に漢城府北部順化坊、1751年（英祖27）に漢城府北部順化坊司宰監契に属した。1894年（高宗31）、甲午改革によって行政区域の改編の時、漢城府北署順化坊司宰監契昌成洞になった。
1914年、行政区域統廃合により漢城府北部玉井洞・間谷・昌成洞・帶洞・壮洞・白狗洞などの各一部が統合し昌成洞になった。1936年4月、洞名が日本式地名に変更されて昌成町になって、1943年4月、区制実施で鐘路区昌成町になった。1946年大日本帝国の残滓清算の一環として町が洞に変わる際、昌成洞になった。
孝子路に沿って銀杏の並木があって、トウヌムルコル（別名、玉井洞）、ティッコル、ヒンゲッコル、セッコル、ポムソッコルなどの自然部落があった。トウヌムルコルという名称は、夏には冷たく冬には温かい井があったことから、または、井が清くて甘いのが玉露水のようだったことから、ティッコルは帯を作る店があったことから、ヒンゲッコルは白い犬をたくさん飼っていたことから、ポムソッコルは樹木が茂っていて虎が牛を食ったことから名称が由来する。

## 名所
117番地には日本統治時代、逓信官吏養成所があったし、67番地には進明女学校があったが、陽川区木洞に移転した。公共団体は国際連合児童基金韓国委員会がある。